# Tisová, Ústí nad Orlicí
Tisová là một làng thuộc huyện Ústí nad Orlicí, vùng Pardubický, Cộng hòa Séc.